# Peredove
Peredove (en (ucraïnès): Передове, rus: Передовое, Peredovoie) és un poble de la República Autònoma de Crimea a Ucraïna, que el 2014 tenia 218 habitants. Pertany al districte de Simferòpol.